# Josef Kajetán Tyl
Josef Kajetán Tyl, född 4 februari 1808 i Kutná Hora, Böhmen, Kejsardömet Österrike
död 11 juli 1856 i Plzeň, Böhmen, Kejsardömet Österrike var en böhmisk författare. Han har skrivit texten till Tjeckiens nationalsång som heter Kde domov můj (Där mitt land finns).

## Biografi
Josef Tyls far var skräddare och tidigare militärmusiker och hans mor var dotter till en mjölnare. Redan i barndomen tyckte Tyl om musik och hans far tog ofta med honom till teatern. Han själv spelade gärna teater tillsammans med klasskamraterna i skolan. Efter att han slutat grundskolan 1822 fick han möjlighet att studera på gamla stadens akademiska gymnasium i Prag. Sista året på gymnasiet gick han i Hradec Králové. Under de här hade han det svårt och fick försörja sig genom att skriva av texter och noter. Bland hans lärare fanns den framstående lingvisten och författaren Josef Jungmann och dramatikern Václav Kliment Klicpera. 
Efter gymnasiet reste han runt med olika teatersällskap med mindre framgång och bestämde sig till slut 1831 för att återvända till armén,  där han tjänstgjorde som kontorist på ett infanteriregemente och stannade i elva år. I ett av teatersällskapen, Himlers resande teatersällskap, träffade han en flicka, skådespelerskan Magdalena Forchheimova, som han efter tio års bekantskap gifte sig med 1839. Äktenskapet var barnlöst, men 1841 inledde Tyl ett förhållande med hustruns 21 år yngre syster, som blev mor till hans sju barn. 
På sin fritid skrev han teaterstycken och jobbade som skådespelare på Stavovské divadlo. Tack vare sin förmåga kunde han lämna sitt jobb inom militären 1842, då han fick ett heltidsjobb på Stavovské divadlo, där han blev direktör, organisatör och pjäsförfattare för den tjeckiska ensemblen på den annars huvudsakligt tyska teatern.
Han hade också gjort karriär som skribent och 1833 blev han redaktör på den återupplivade tjeckiska tidningen Květy (blommor), som finns än idag. Han var också redaktör för tidningarna Vlastimil och Pražský posel samt för Sedlské noviny, som senare förbjöds på grund av hans politiska engagemang.
Tyl använde flera pseudonymer, som ofta härrörde från namnet på hans hemstad Kutná Hora, till exempel Horský, Horník, Kutnohorský och Vítek. Josef Kajetán Tyl är känd för att skriva texter med uppfostrade karaktärer. Hans texter handlar ofta om dåtidens sociala och inhemska problem, om lokalbefolkningen, människor som utnyttjar förmåner, kloka människor och människor som tyckte det var bättre förr. Det gör att hans verk kan anses tillhöra det typiska för biedermeier.

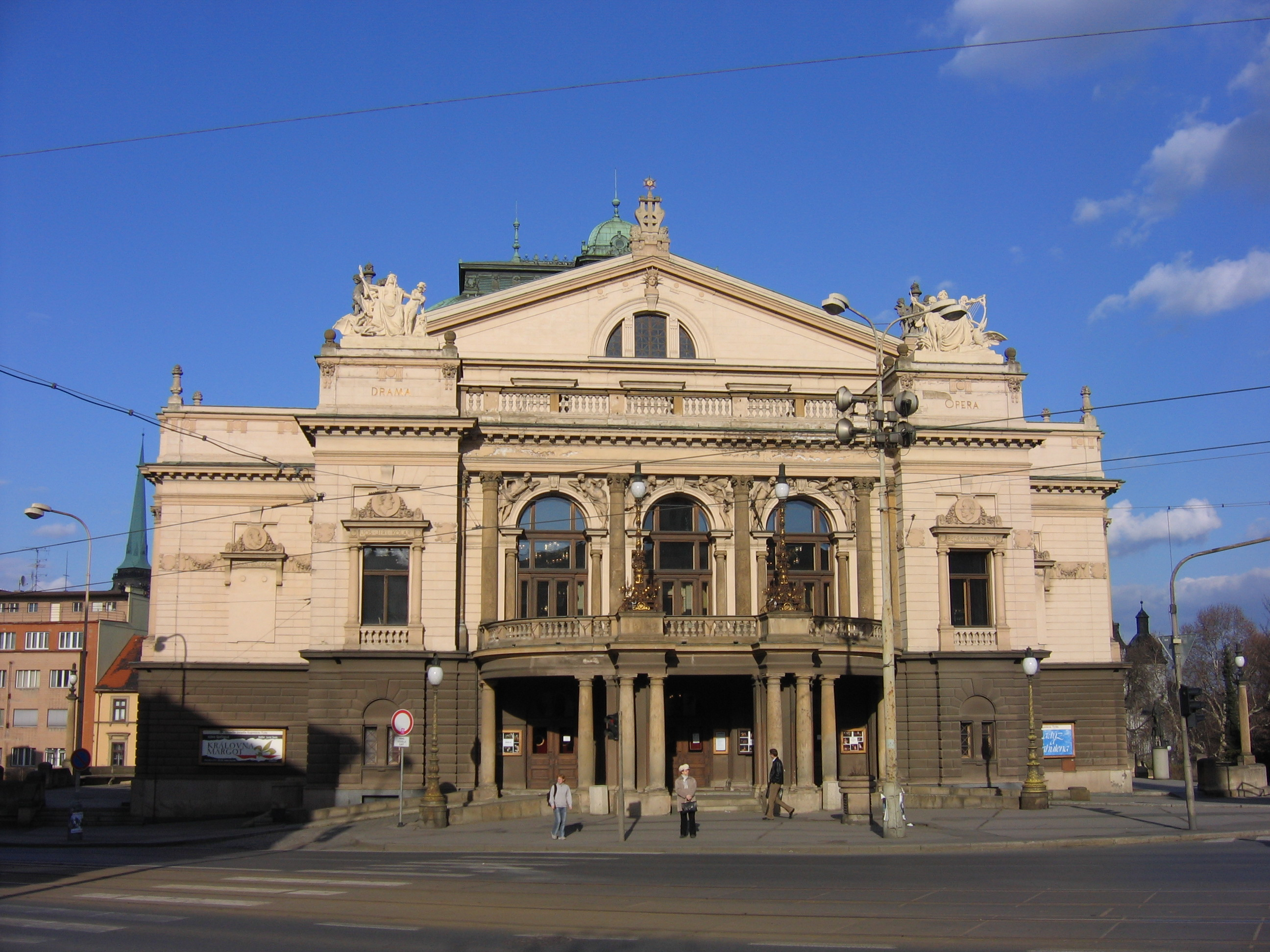
Josef Kajetán Tyl-teatern.

Under revolutionsåret 1848 blev Tyl politiskt aktiv och var en kort tid ledamot av det österrikiska parlamentet i Wien. Eftersom han kämpade för den tjeckiska nationens självständighet från Kejsardömet Österrike  förklarades han för politiskt opålitlig av myndigheterna kastades ut från Stavovské divadlo. Han ville grunda ett eget resande teatersällskap, men detta avslogs, så 1851 gick han i stället med i ett redan existerade sällskap tillsammans med sin familj. Teatern gick dåligt och familjen hamnade i fattigdom. Under teaterns besök i Plzeň 1856 dog Tyl i en okänd sjukdom och begravdes på en lokal kyrkogård. Josef Kajetán Tyl-teatern i Plzeň är uppkallad efter honom.

### Pjäser
- Výhoň dub – hans första pjäs
- Fidlovačka aneb Žádný hněv a žádná rvačka – (1834) pjäs med sång. Som en del av pjäsen framfördes den tjeckiska nationalsången för första gången.
- Čestmír
- Slepý mládenec
- Paní Marjánka, matka pluku
- Pražský flamendr
- Bankrotář
- Paličova dcera (1847)
- Chudý kejklíř

### Dramatiska folkspel
- Strakonický dudák aneb Hody divých žen
- Lesní panna aneb cesta do Ameriky
- Tvrdohlavá žena aneb zamilovaný školní mládenec
- Jiříkovo vidění
- Čert na zemi

### Historiska pjäser
- Krvavý soud aneb kutnohorští havíři
- Jan Hus
- Žižka z Trocnova
- Staré město a Malá strana
- Krvavé křtiny, aneb Drahomíra a její synové
- Měšťané a študenti

### Prosa
- Dekret Kutnohorský – novell
- Rozina Ruthartová – novell
- Poslední Čech – roman

### Blandade verk
- České garanáty – satir
- Pomněnky z roztěže – satir
- Kusy mého srdce – berättelse
- S poctivostí nejdál dojdeš – saga
- Zloděj – saga
- Karbaník a jeho milá – saga
- Braniboři v Čechách – saga
- Rozervanec